# Tipula (Acutipula) bartletti
Tipula (Acutipula) bartletti is een tweevleugelige uit de familie langpootmuggen (Tipulidae). De soort komt voor in het Afrotropisch gebied.